# Harald Braun
Harald Braun (Berlino, 26 aprile 1901 – Xanten, 24 settembre 1960) è stato un regista, sceneggiatore e produttore cinematografico tedesco.

## Filmografia parziale

### Regista
- Voglio essere amata (Hab mich lieb) (1942)
- Träumerei (1944)
- Nora (1944)
- Zwischen gestern und morgen (1947)
- Quando mi sei vicino (Solange Du da bist) (1953)
- Königliche Hoheit (1953)
- Il mio primo amore (Der letzte Mann) (1955)
- Il principe folle (Herrscher ohne Krone) (1957)
- Il grattacielo del delitto (Der gläserne Turm) (1957)
- L'ambasciatrice (Die Botschafterin) (1960)

### Sceneggiatore
- Casa paterna (Heimat) (1938)
- Cuor di regina (Das Herz der Königin) (1940)
- Per la sua felicità (Der Weg ins Freie) (1941) - romanzo
- Träumerei (1944)
- Zwischen gestern und morgen (1947)
- Il principe folle (Herrscher ohne Krone) (1957)
- Il grattacielo del delitto (Der gläserne Turm) (1957)
- Buddenbrooks - 1. Teil (1959)
- Buddenbrooks - 2. Teil (1959)
- L'ambasciatrice (Die Botschafterin) (1960)

### Produttore
- Fanfaren der Liebe (1951)
- Di notte sulle strade (Nachts auf den Straßen) (1952)
- Quando mi sei vicino (Solange Du da bist) (1953)
- Cielo senza stelle (Himmel ohne Sterne) (1955)
- Il principe folle (Herrscher ohne Krone) (1957)
- Le avventure di Robinson (Robinson soll nicht sterben) (1957)
- Un amore a Parigi (Monpti) (1957)
- Il resto è silenzio (Der Rest ist Schweigen) (1959)
- Storia di un disertore (Kirmes) (1960)